# Angela Gabbiadini
Angela Gabbiadini (ur. 12 maja 1992 w Bergamo) – włoska siatkarka. Gra na pozycji libero. Obecnie występuje we włoskiej Serie A, w drużynie Foppapedretti Bergamo.

## Kariera
- Volley Bergamo 2006–2012

## Osiągnięcia klubowe
- 2012:  Superpuchar Włoch